# LTU (luchtvaartmaatschappij)
LTU International Airways (IATAcode: LT) was een Duitse charterluchtvaartmaatschappij met als thuisbasis Düsseldorf. LTU is een afkorting en staat voor Luft Transport Unternehmen, oftewel "Luchtvaartmaatschappij". In 2009 is LTU opgegaan in Air Berlin.
LTU had Luchthaven Düsseldorf International in Duitsland als thuisbasis. Op 27 april 2007 werd bekendgemaakt dat Air Berlin LTU zou overnemen. LTU is nu in Air Berlin opgegaan, omdat deze naam in het buitenland aansprekender zou zijn.

## Geschiedenis
Op 20 oktober 1955 wordt LTU onder de naam Lufttransport Union (LTU) in Frankfurt opgericht. Oprichter was Kurt Conle. In 1956 werd de officiële naam LTU. In 1961 is de onderneming naar Düsseldorf verhuisd. In 1956 voerde LTU chartervluchten uit met een Vickers VC.1 Vicking, de Vickers Viscount en 3 Fokker F27 vliegtuigen. Het eerste straalvliegtuig van de maatschappij was de van Finnair afstammende Sud Aviation SE 210 Caravelle III in 1965. Drie jaar later, in 1969 werd de eerste Fokker F28Fellowship aan de vloot toegevoegd, waarvan LTU ook drie in de vloot had. De Fokker F27 Frienship werd in 1969/1970 vervangen door de Fokker F28. In 1970 kreeg LTU een nieuwe beschildering die tot 2007/2008 gebruikt werd. In 1975 brak het widebody tijdperk aan voor LTU en kwam de Lockheed L-1011 TriStar in de vloot. Eind 1978 werden de Caravelle en Fokker F28 uit de vloot gehaald. In 1990 kwamen de Boeing 757 en de Boeing 767 in de vloot. In 1992 kwam de McDonnell Douglas MD-11 in de vloot. De jaren 90 waren een mooie bloeiperiode en de luchtvaartmaatschappij was op zijn hoogtepunt. Er werden naast Europese nu ook vele intercontinentale vluchten uitgevoerd. In 1995 kwam ook de eerste Airbus A330 in de vloot. De Boeing 757 werd gebruikt om de te vliegen naar Europese bestemmingen, de Middellandse Zee-kust en Noord-Afrika. De Airbus A330, Boeing 767, Lockheed L-1011 TriStar en de McDonnell Douglas MD-11 werden gebruikt de lange afstanden naar o.a. Zuidelijk-Afrika, het Verre Oosten, Zuid-Amerika, het Caribisch Gebied en Noord-Amerika. In 1998 werden de Lockheed L-1011 TriStar en de MD-11 uit de vloot gehaald, vanaf dit jaar begon LTU met zijn vlootvernieuwing. In 1999 kwam de Airbus A320 in de vloot en in 2001 de Airbus A321. De Boeing 767 werd in 2002 uit de vloot gehaald en in 2003 werd de Boeing 757 ook uit de vloot gehaald, de laatste Boeing 757 maakte eind 2003 zijn laatste vlucht in LTU-kleuren. De vlootvernieuwing van 2003 zorgde voor een vloot bestaande uit alleen maar Airbus toestellen.

## Vloot
De LTU heeft vele toestellen in haar vloot gehad: L-1101 TriStars, L-1101-500 TriStars, Fokker 28, Boeing MD-11 (TriJet) Boeing 757 en Boeing 767-300. Vanaf 2004 heeft LTU een volledige Airbus-vloot van 11 Airbussen A330-200/300 (295 t/m 380 passagiers), 10 Airbus A320-200 (180 passagiers) en 4 Airbus A321-200 (210 passagiers). De laatstgenoemde 320/321's zullen na de integratie van LTU in Air Berlin de kleuren van Air Berlin krijgen.

## Nieuwe huisstijl
LTU heeft 1 maart 2007 een nieuwe look gepresenteerd. Rood en wit blijven de huisstijlkeuren van de onderneming. Wel wordt een vleugje zilver aan het kleurenschema toegevoegd en veel minder rood toegepast dan voorheen. Het eerste toestel in de nieuwe kleuren is een gloednieuwe Airbus A330-200 die in mei werd afgeleverd.
Na de aflevering van deze twaalfde A330 voor LTU wordt geleidelijk ook de rest van de vloot van de nieuwe kleuren voorzien. Daarnaast introduceert LTU nieuwe uniformen voor het personeel en wordt het cateringproduct vernieuwd.